# Gianpaolo Della Chiesa
Gianpaolo Della Chiesa (né à Tortone au Piémont, Italie en 1521 et mort à Rome le 11 janvier 1575), est un cardinal italien du XVIe siècle. Il est un parent du pape Pie V.

## Biographie
Della Chiesa étudie à l'université de Padoue et à l'université de Pavie. Il est un juriste éminent à Milan  et est nommé gouverneur de Pavie et sénateur de Milan par le roi d'Espagne. Après la mort de sa femme, il va à Rome et est nommé abbé commendataire de S. Pietro di Muleggio et référendaire au tribunal suprême de la Signature apostolique.
Le pape Pie V le crée cardinal lors du consistoire du 24 mars 1568. Le cardinal Della Chiesa est préfet du tribunal suprême de la Signature apostolique et abbé commendataire de S. Abbondio di Como. Il est membre de la commission chargée d'entendre le cardinal Innocenzo Ciocchi del Monte. Della Chiesa participe au conclave de 1572, lors duquel Grégoire XIII est élu.